# Europe des Quinze
Cet article court présente un sujet plus développé dans : Élargissement de l'Union européenne.

En bleu, les États membre de l'Europe des Quinze (entre 1995 et 2004)

L’UE-15 (ou UE15), ou Union européenne des Quinze voire Europe des Quinze, correspond à l’ensemble des pays qui appartenaient à l’Union européenne entre 1995 et 2004. En 2004, l’UE s'est élargie à des pays de l'Europe centrale et est devenue l’UE-25.
On fait référence aux pays de l’UE-15 comme étant économiquement les « pays les plus développés »  de l'Union européenne, par comparaison avec les nouveaux pays membres d’Europe centrale, toujours en phase de rattrapage économique.

## Membres
Par ordre d'entrée :
- France
- Belgique
- Allemagne
- Italie
- Luxembourg
- Pays-Bas
- Danemark
- Irlande
- Royaume-Uni
- Grèce
- Espagne
- Portugal
- Autriche
- Finlande
- Suède